# Alpen-Nelke
Die Alpen-Nelke (Dianthus alpinus) ist eine Pflanzenart aus der Gattung  Nelken (Dianthus) innerhalb der Familie der Nelkengewächse (Caryophyllaceae). Sie wird auch als Ostalpen-Nelke bezeichnet.
Die Alpen-Nelke bildet zusammen mit der Gletscher-Nelke (Dianthus glacialis), welche auf Silikat wächst, ein vikariierendes Artenpaar. Der Volksmund unterscheidet die beiden Arten nicht und benennt Exemplare beider Arten auch Almnagerl, Kuhdrecknagerl, Miesveigerl oder Miesnagerl.

## Beschreibung

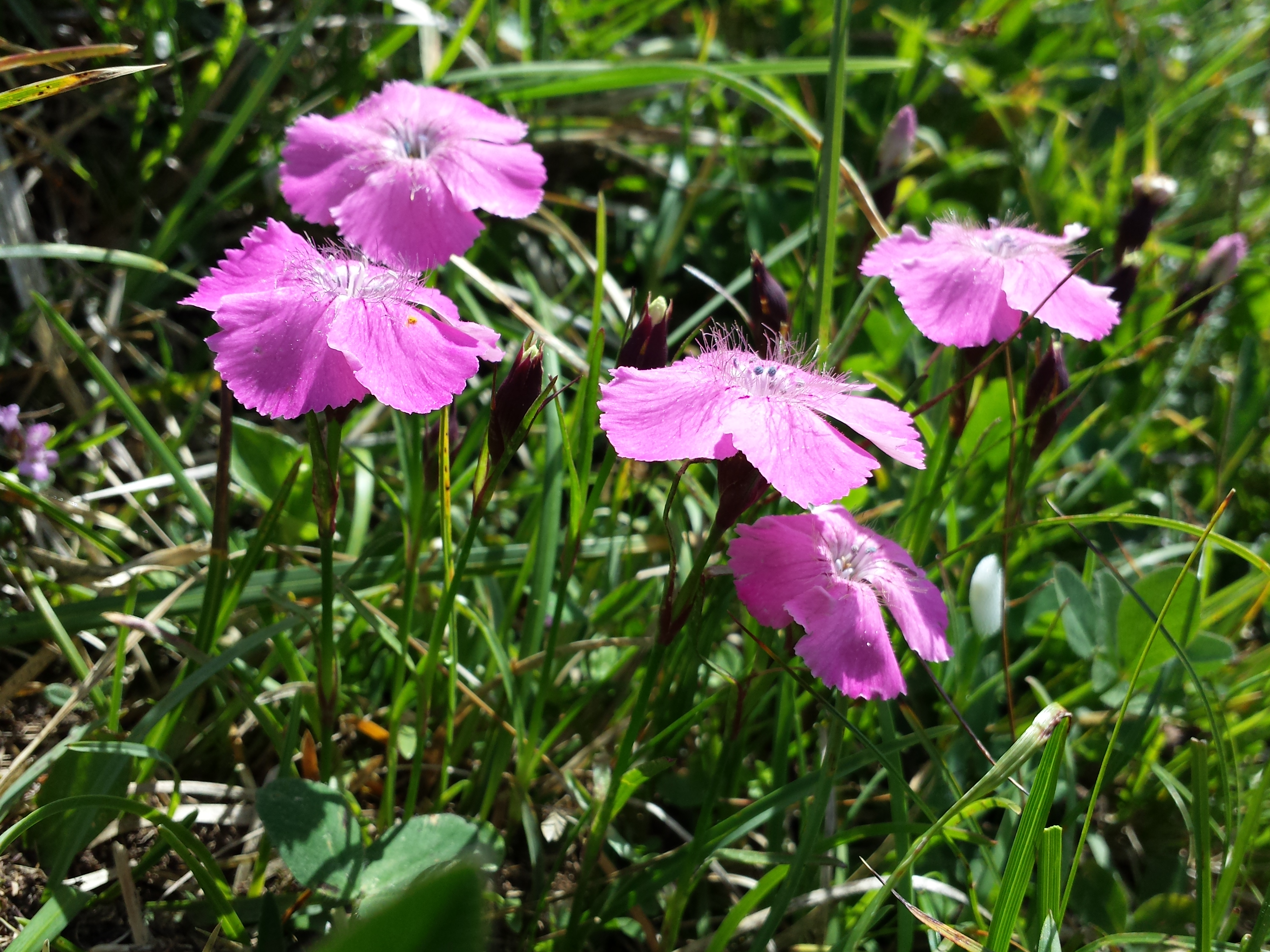
Blüten

### Vegetative Merkmale
Die Alpen-Nelke wächst als mehrjährige krautige Pflanze und erreicht Wuchshöhen von 5 bis 20 Zentimetern. Die Laubblätter sind bei einer Länge von 15 bis 35 Millimetern sowie bei einer Breite von 2 bis 5 Millimetern lanzettlich bis linealisch-lanzettlich mit stumpfem oberen Ende und über der Mitte am breitesten, mit einem deutlichen Hauptnerv. Die Blattscheiden sind etwa 2 Millimeter lang.

### Generative Merkmale
Die Blütezeit reicht von Juni bis August. Die Blüten stehen einzeln am Sprossende, seltener zu zweit oder dritt.
Die duftlosen, zwittrigen Blüten sind bei einem Durchmesser von 2 bis 3 Zentimetern radiärsymmetrisch und fünfzählig. Der röhrig-glockige Kelch ist 12 bis 18 Millimeter lang. Zwei oder vier krautige Kelchschuppen sind in einer langen Spitze ausgezogen. Die Platte der Kronblätter ist 10 bis 15 Millimeter lang und horizontal abstehend.  Die vorn am Rand gezähnten Kronblätter sind fleischfarben. Der Schlund ist tief purpurfarben und weiß gesprenkelt. Jede Blüte hat 10 Staubblätter und 2 Griffel. Die Kapselfrucht ist kürzer als der Kelch.
Die Chromosomenzahl beträgt 2n = 30.

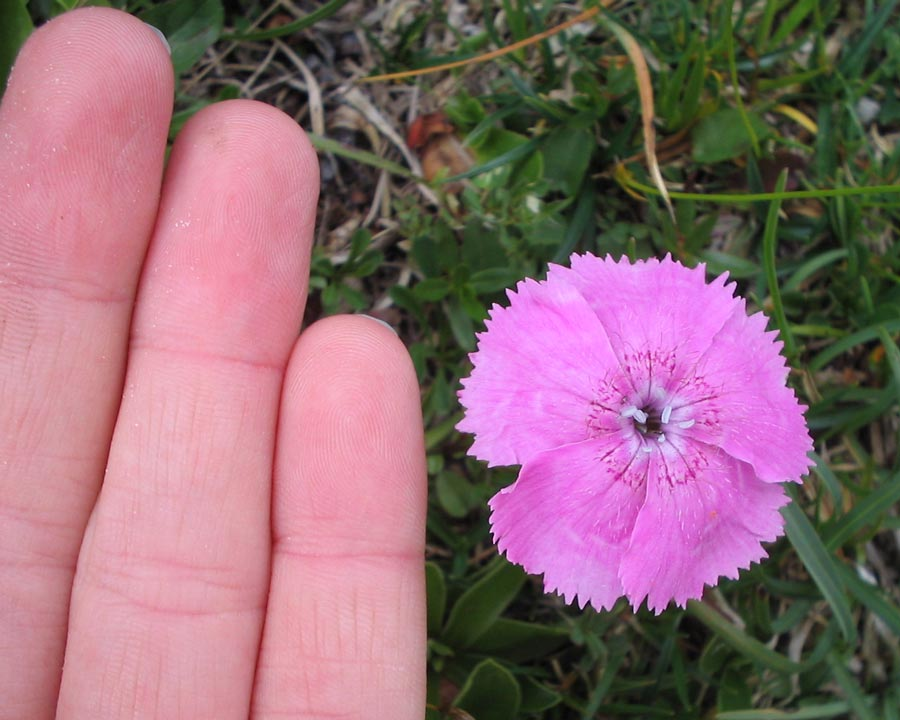
Die außergewöhnlichen großen Blüten der Alpen-Nelke und ihr gedrungener Wuchs verkörpern den Typus einer Alpenpflanze

## Vorkommen
Die kalkliebende Pflanzenart ist ein Endemit der nordöstlichen Kalkalpen im Bereich vom Toten Gebirge bis zum Semmering. Sie wächst in Oberösterreich östlich der Traun sowie in Niederösterreich und in der Steiermark. Diese kalkstete Pflanze gedeiht in Höhenlagen von 1000 bis fast 2400 Metern, steigt aber in Geröllhalden vereinzelt bis auf 700 Meter herab. Standorte sind meist steinige, lockere Rasen, Matten und Triften, gelegentlich auch Legföhrengebüsche.
Die Alpen-Nelke wird auch häufig in Alpengärten kultiviert, wo sich jedoch durch den geringeren UV-Anteil der Stängel verlängert und die Blütenfarbe an Leuchtkraft verliert.

## Blütenökologie
Die Alpen-Nelke ist wie alle Nelken-Arten ausgesprochen lichtliebend. In der Blüte wird der Nektar von einer ringförmigen Drüse am Grund der Staubblätter ausgeschieden. Infolge der langen und engen Kelchröhre ist dieser nur langrüsseligen Faltern zugänglich. Die dunkel-purpurfarbenen und weißen Saftmale weisen den Weg zur Nektarquelle. Die Blüten sind deutlich vormännlich, die Staubbeutel reifen vor den Narben, dies sichert die Fremdbestäubung.

## Gefährdung
Die Alpen-Nelke ist in der Steiermark und Oberösterreich vollkommen geschützt.

## Taxonomie
Die Erstveröffentlichung von Dianthus alpinus erfolgte 1753 durch Carl von Linné in Species Plantarum, Tomus I, Seite 412.

## Trivialnamen
Für die Alpen-Nelke bestehen bzw. bestanden auch die weiteren deutschsprachigen Trivialnamen: Grafoil, Miesnagel (Tirol, Fusch im Pinzgau) und Miesveigl (Tirol, Fusch im Pinzgau).